# Atimiola rickstanleyi
Atimiola rickstanleyi là một loài bọ cánh cứng trong họ Cerambycidae.